# Xiyingmen
Xiyingmen (kinesiska: 西营门, 西营门街道) är ett stadsdelsdistrikt i Kina. Det  ligger i storstadsområdet Tianjin, i den norra delen av landet, nära eller i stadens centrum. Antalet invånare är 30216. Befolkningen består av 14 251 kvinnor och 15 965 män. Barn under 15 år utgör 7,0 %, vuxna 15-64 år 83 %, och äldre över 65 år 8,0 %.